# Final Fantasy (videojuego)
Final Fantasy (ファイナルファンタジー Fainaru Fantajī?) es un videojuego de rol creado por Hironobu Sakaguchi, desarrollado y publicado en Japón por Square Co. en 1987; y publicado en Estados Unidos por Nintendo  of America, Inc. en 1990. Es el primer juego de Square de la serie Final Fantasy. Originalmente lanzado para la consola Nintendo Entertainment System (también conocida como NES), Final Fantasy fue relanzado para varias consolas más y es frecuentemente incluido junto a Final Fantasy II en colecciones de juegos. La historia comienza con cuatro jóvenes llamados los Guerreros de la Luz, quienes llevan consigo uno de los cuatro orbes elementales del mundo, los cuales han sido oscurecidos por los cuatro Monstruos Elementales. Juntos, viajarán para derrotar a estas malvadas fuerzas, restablecer la luz a los orbes
y salvar su mundo.
En general, el juego recibió críticas positivas y fue reconocido como uno de los más influyentes y exitosos videojuegos de rol para la consola NES, consiguiendo popularizar en gran medida su género. Los halagos se centraron en las gráficas del juego, mientras que las críticas lo hicieron en el tiempo que se utilizaba para encontrar batallas aleatorias para subir el nivel de experiencia del jugador. Hasta marzo de 2003, todas las versiones vendidas de Final Fantasy ascendían a un total de casi 2 millones de copias mundiales.

## Desarrollo
Final Fantasy fue desarrollado durante la inminente bancarrota de Square en 1987 y en una muestra de humor el director Hironobu Sakaguchi declaró que su juego "final" sería un juego de rol de "fantasía", de ahí el nombre. Cuando Sakaguchi fue cuestionado sobre el tipo de juego que quiso hacer, él respondió: "No creo tener lo que se necesita para hacer un buen juego de acción. Creo que soy mejor contando una historia". El concepto de Sakaguchi era el de un juego con un gran mundo para explorar y una historia atractiva que atraiga a los jugadores. Sakaguchi tomó un ROM en desarrollo del juego y lo llevó a la revista japonesa Family Computer, pero no fue tomado en cuenta. En cambio, la revista de videojuegos Famitsu le dio una extensa cobertura. El equipo de desarrollo estuvo compuesto por siete personas, mientras que el otro equipo en Square tenía alrededor de veinte. Sakaguchi dijo que si el juego no se vendía, él dejaría de hacer videojuegos y regresaría a la Universidad para recuperar un año. Solamente se producirían 200.000 copias, pero Sakaguchi rogó a la compañía para hacer 400 000 y ayudar a crear una secuela, a lo que accedieron.
Los personajes del juego y el logotipo del título fueron diseñados por Yoshitaka Amano. El escenario fue escrito por Akitoshi Kawazu y el escritor independiente Kenji Terada. El programador independiente américo-iraní Nasir Gebelli, quien estaba viviendo en Japón en esa época, trabajó como programador para el juego. Entre los otros desarrolladores se encontraban Hiromichi Tanaka, Kōichi Ishii, y Kazuko Shibuya. Continuando con la exitosa localización en Estados Unidos de Dragon Quest, Nintendo de América tradujo Final Fantasy al inglés y lo publicó en Estados Unidos en 1990. La versión americana de Final Fantasy tuvo un éxito modesto, parcialmente gracias a las tácticas agresivas de Nintendo de aquel entonces. Ninguna versión del juego se comercializó en la región de Europa y Australasia hasta el lanzamiento de Final Fantasy Origins en 2003.
La música para Final Fantasy fue compuesta por Nobuo Uematsu y fue su decimosexta composición musical para un videojuego.

### Historia
Final Fantasy tiene lugar en un mundo de fantasía con tres grandes continentes. Los poderes elementales en este mundo están determinados por el estado de cuatro orbes, cada uno gobierna uno de los cuatro elementos básicos: tierra, fuego, agua y viento. El mundo de Final Fantasy está habitado por numerosas razas, incluyendo humanos, elfos, enanos, sirenas, dragones y robots. Cada raza no humana tiene su propio pueblo en el juego, aunque algunos individuos son encontrados en pueblos de humanos en otras áreas también. Cuatrocientos años antes del inicio del juego, los habitantes del pueblo Lufenia usaron el poder del orbe del viento para construir aeronaves y una estación espacial gigantesca, la  Fortaleza voladora, pero fueron testigos del declive de su país y de cómo el orbe del viento se oscurecía. Doscientos años después, tormentas violentas hundieron un templo masivo que servía como centro de una civilización oceánica y el orbe de Agua se oscureció. Le siguieron los orbes de la Tierra y el Fuego, plagando la tierra con violentas llamaradas y pudriendo las llanuras y la vegetación del pueblo agricultor de Melmondia. Un tiempo después, el sabio Luka dijo una profecía que anunciaba la llegada de los cuatro Guerreros de la Luz con cuatro orbes para salvar al mundo en tiempos de oscuridad.
El juego comienza con la aparición de los cuatro jóvenes Guerreros de la Luz, los héroes de la historia, los cuales llevan consigo cada uno de los orbes oscurecidos. Inicialmente, los Guerreros de la Luz llegan a Cornelia, un poderoso reino que ha sido testigo del secuestro de su princesa, Sara, por un caballero maligno llamado Gárland. Los Guerreros de la Luz viajan al Templo del Caos, cerca de Cornelia, donde derrotan a Gárland y regresan a la princesa Sara a su hogar. En agradecimiento, el rey de Cornelia construye un puente que permite a los Guerreros de la Luz continuar hacia el este, hasta la ciudad de Pravoca. Ahí, los Guerreros de la Luz liberan al pueblo de Bike y su banda de piratas, y obtienen el barco de los piratas para su propio uso. Aunque tienen la posibilidad de viajar por el agua, los guerreros quedan atrapados en el Mar Aldeo, ya que una gran roca bloquea la salida de este mar. Un grupo de enanos del Monte Duegario trata de destruir la roca pero no pueden destruirla sin nitropolvo, el cual se encuentra en una habitación en el Castillo de Cornelia pero la única forma de conseguirla es con la llave que tiene el Príncipe de los Elfos, en Elfeim.
Los Guerreros de la Luz piden ayuda al príncipe de los elfos, pero este contrajo una terrible enfermedad a partir de la cual quedó dormido indefinidamente, sólo la bruja Matoya puede preparar el brebaje, pero no ayudará si no recupera su ojo de cristal. En la búsqueda del ojo de cristal los guerreros entrarán en la Fortaleza Oeste, que ahora está en ruinas, y su único habitante es un Príncipe, quien les pide que recuperen una corona de la Cueva Pantanosa, los guerreros acceden y al entregarla, el príncipe se revela como Astos, un elfo oscuro culpable de poner a dormir al Príncipe elfo. Después de derrotarlo, los Guerreros de la Luz recuperan el ojo de cristal de la bruja Matoya, quien les prepara un brebaje que despertará al Príncipe de los Elfos de su sueño. Nada más despertar, el príncipe les entrega a los guerreros La Llave Mística, necesaria para abrir ciertas puertas del almacén del Castillo de Cornelia, en donde encuentran el  nitropolvo. De regreso al hogar de los enanos, entregan el nitropolvo, y los enanos abren un estrecho entre el Mar Aldeo y el océano.
Después de visitar el pueblo en ruinas de Melmondia, los Guerreros de la Luz entran en la Cueva de Tierra para derrotar al Vampiro que los aldeanos creen que causa la putrefacción de la tierra. Después de derrotar al Vampiro, los guerreros descubren que la tierra sigue pudriéndose, por lo que van a la Cueva del Titán para hablar con el sabio Sada. Este les revela que la verdadera fuente de la putrefacción está en lo más profundo de la Cueva de Tierra y les entrega la Vara Terrestre, con la cual los Guerreros de la Luz descubren un pasaje secreto que conduce a otros dos niveles en lo profundo de la Cueva de la Tierra en la cual derrotan al Demonio de la Tierra Lich, deteniendo la putrefacción de la tierra. Continuando su viaje, los Guerreros de la Luz llegan a Lago Creciente, un pueblo a la orilla del río, en el pueblo encuentran al famoso Círculo de Sabios, el cual les dice a los guerreros que el demonio de fuego Marilith, Marilita o Kary se esconde en el Oeste, en el Monte Gulgui. Uno de los sabios le entrega la canoa a los guerreros, por lo que ahora pueden viajar por río, y así poder acceder al Monte Gulgui para derrotar a Marilita. Con el segundo orbe restablecido, los Guerreros consiguen la Piedra Levi en la Caverna de Hielo, esta piedra sirve para activar el barco volador, y así poder alcanzar los continentes del norte. Viajan a Las Islas Cardias, donde se encuentran con Bahamut, el rey de los dragones, quien les ofrece ayuda a los Guerreros a cambio de que le traigan el objeto cola de rata de la Ciudad del Reto. Los Guerreros de la Luz demuestran su valentía obteniendo la cola de rata y Bahamut agradecido, mejora las habilidades de cada uno, cambiando la profesión de cada uno por una más avanzada, permitiendo un mayor aprendizaje de magias y habilidades físicas. Con las nuevas mejoras, los Guerreros de la Luz viajan a Onlak, donde encuentran un barril sumergible para viajar al Santuario Hundido, pero una mujer se los impide diciendo que necesitan el Oxilíquido para respirar bajo el agua. Los Guerreros de la Luz viajan hacia la caravana en un desierto, y allí compran un hada en una botella, la cual llevan al pueblo de Gaia donde la liberan y esta les agradece entregándoles el Oxilíquido.
Con el Oxilíquido, los guerreros se reencuentran en Onlak con la mujer del muelle quien se revela como una sirena y les deja un Submarino. Con él, Los Guerreros de la Luz llegan al Santuario Hundido donde encuentran y derrotan al demonio de agua Kraken restaurando el orbe de agua. Con el tercer orbe restablecido, los Guerreros viajan a la Cueva del agua donde encuentran un robot que les entrega el Telecubo. Los Guerreros de la Luz viajan a Lufenia, hogar de los últimos lufenianos, pero no entienden el idioma de Lufenia por lo que deben ir en busca de la piedra Roseta, que obtuvieron en el Santuario Hundido, y entregarla al Dr. Une y este les enseña el lenguaje de los lufenianos. Los Guerreros regresan a Lufenia donde aprenden sobre su historia y obtienen acceso a la Torre Irreal en la que encuentran un teletransportador que se activa usando el Telecubo, y transporta a los Guerreros al Fortaleza Voladora donde encuentran y derrotan al demonio de viento Tiamant, restaurando el orbe de viento.
Con los cuatro demonios destruidos y los orbes restablecidos, los Guerreros de la Luz descubren que su viaje no ha terminado: Los orbes canalizan su energía en un orbe oscuro en el Templo del Caos que abre un túnel del tiempo que lleva a los Guerreros de la Luz 2000 años al pasado. Allí descubren que los cuatro demonios enviaron a Gárland al pasado y en el pasado Gárland envió a los cuatro demonios al futuro para que hicieran lo mismo, creando una paradoja de tiempo que le permitiría vivir por siempre. Los Guerreros de la Luz derrotan a los cuatro demonios del pasado y finalmente luchan contra Gárland transformado en el Archidemonio Caos, al derrotarlo, terminan con la paradoja del tiempo y finalmente regresan a casa. Como efecto secundario, al romper la paradoja cambiaron el futuro, de tal forma que las hazañas heroicas de su propio tiempo permanecen desconocidas fuera de la leyenda.

## Sistema de juego
Final Fantasy tiene cinco modos básicos de juego: un mapa del mundo, mapas de ciudades y calabozos, una pantalla de batalla y la pantalla de menús. El mapa del mundo es una versión reducida a escala del mundo ficticio del juego, el cual el jugador usa para dirigir a sus personajes hacia diferentes locaciones. El medio principal para viajar por el mundo de juego es a pie, pero una canoa, un barco y una aeronave se vuelven disponibles conforme el jugador progresa en el juego. Exceptuando algunas batallas en locaciones predefinidas o con jefes de calabozos, los enemigos son encontrados de forma aleatoria al viajar por el mundo ya sea a pie, en canoa o en barco; y estos deben ser combatidos o huir de ellos. Los jugadores inician el juego eligiendo 4 personajes para formar un equipo, el cual durará hasta el final del juego.
El argumento del juego se desarrolla conforme el jugador progresa a través de pueblos y calabozos. Algunos pobladores ofrecen información que sirve de ayuda, mientras que otros son dueños de tiendas y venden objetos o equipamiento. Los calabozos aparecen en áreas que incluyen bosques, cuevas, montañas, pantanos y construcciones. Los calabozos a menudo cuentan con cofres con tesoros que incluyen objetos raros que no están disponibles en la mayoría de las tiendas. La pantalla de menús le permite al jugador mantenerse al tanto de sus puntos de experiencia y nivel; elegir el equipo que usarán sus personajes; y usar objetos y magia. El atributo básico de cualquier personaje es su nivel, el cual puede ir desde 1 hasta 50, y es determinado por la cantidad de experiencia del personaje. Al adquirir niveles, los atributos del personaje se incrementan, tales como sus puntos de vida (VIT, HP o PV, según versión), que representan la salud del personaje; un personaje muere cuando llegan a cero puntos de vida. Los personajes ganan puntos de experiencia cuando ganan batallas.
El combate en Final Fantasy está basado en menús: el jugador selecciona acciones de una lista de opciones tales como "Atacar", "Magia" y "Objeto". Las batallas son por turnos y continúan hasta que alguno de los contrincantes escapan o son derrotados. Si el equipo del jugador gana, cada personaje gana puntos de experiencia y guiles (dinero en el universo final fantasy); si se huye, se vuelve al mismo punto del mapa donde comenzó la lucha; y si cada personaje del equipo muere, el juego se termina. Final Fantasy fue el primer juego en mostrar a los personajes del jugador al lado derecho de la pantalla y a los monstruos en el lado izquierdo, opuesto a la vista en primera persona.

### Personajes
Cada personaje tiene una "ocupación" o clase, con atributos diferentes y habilidades que son innatas o pueden ser adquiridas. Hay seis clases iniciales: Guerrero, Ladrón, Monje, Mago Rojo, Maga Blanca y Mago Negro. Posteriormente en el juego, cada personaje mejora la clase inicial, de la misma naturaleza, pero más avanzado; su figura muestra madurez y adquieren la habilidad de usar armas y magia que antes no podían usar. El juego contiene una variedad de armas, armaduras y objetos que pueden ser comprados o encontrados para volver al personaje más poderoso en combate. Cada personaje tiene ocho ranuras de inventario: cuatro para armas y otras cuatro para armaduras. Cada personaje tiene restricciones de clase respecto a las armaduras y armas que pueden utilizar. Algunas armas y armaduras tienen efectos secundarios; si se usan durante el combate, algunas de estas conjurarán un hechizo. Otros artefactos mágicos proveen protección tal como algunos hechizos. En las tiendas, los personajes pueden comprar objetos para ayudarse a sí mismos a recuperarse mientras están viajando. Los objetos disponibles incluyen pociones que curan a los personajes o eliminan algún estado alterado negativo como envenenamiento o petrificación; tiendas y cabañas, las cuales pueden usarse en la vista mapamundi del juego para restablecer completamente la salud y el cansancio de los personajes y opcionalmente guardar el progreso del juego; y Éteres, los cuales restablecen los puntos mágicos del personaje. Objetos especiales pueden ser obtenidos al hacer tareas o encargos (quests).
La magia es una habilidad común en el juego y varias clases de personajes la usan. Los hechizos están divididos en dos grupos: Magia blanca, la cual es Curativa o de apoyo; y Magia negra, la cual es ofensiva y perniciosa. La magia se puede comprar en tiendas de magia blanca y negra, y asignarse a los personajes que su ocupación se los permite. Los hechizos están clasificados por niveles que van desde 1 a 8. Cada tipo de magia tiene cuatro hechizos que se pueden aprender en cada nivel, pero solo 3 pueden equiparse en cada personaje. Magos blancos y negros pueden prácticamente aprender todos sus hechizos respectivos, mientras que otras ocupaciones no pueden utilizar magia de altos niveles. En su caso los Magos deben mejorar a Brujos para poder hacer uso de las magias de nivel 7 y 8
- Magias Blancas:
- 1.Cura, Día, Coraza, Reflejos.
- 2.Vista, Mutis, AntiRayo, Invis
- 3.Cura+, Día+, Antipiro, Remedio
- 4.Esna, Miedo, AntiHielo, Voz
- 5.Cura++, Lázaro, Día++, Remedio+
- 6.Flexi, Salida, Coraza+, Invis+
- 7.Amparo, Remedio++, Cura+++, Día+++
- 8.Sanctus, Antitodo, Disipar, Lázaro+

- Magias Negras:
- 1.Piro, Morfeo, Foco, Electro.
- 2.Hielo, Niebla, Temple, Freno
- 3.Piro+, Alto, Foco+, Electro+
- 4.Morfeo, Prisa, Confu, Hielo+
- 5.Piro++, Toxis, Televiaje, Freno+
- 6.Electro++, Muerte, Sismo, Shock
- 7.Sable, Tiniebla, Petra, Hielo++
- 8.Paro, Exilio, Condena, Fulgor

- Peculiaridades generales:
- Los Magos y Brujos Rojos se les permite hacer uso de ambas magias de manera menos especializada, hasta nivel 6.
- El Monje tiene la peculiaridad de tener un extra de daño si no lleva absolutamente nada equipado, ni siquiera con armaduras, ya que su resistencia irá aumentando gradualmente a lo largo de la aventura.
- Las mejoras del Guerrero y del Ladrón, Paladín y Ninja respectivamente, pueden hacer uso de magias blanca y negra respectivamente hasta nivel 4.

### Música
Fue compuesta por Nobuo Uematsu
El álbum con las canciones fue lanzado junto con la música de Final Fantasy II en 1989. Algunas de las pistas del juego se volvieron permanentes en la serie de Final Fantasy: El "Preludio", el arpegio que se escucha en la pantalla del título, el "Tema de Apertura" (Opening Theme) que se escucha cuando el equipo cruza el puente al inicio del juego, el cual después fue llamado Final Fantasy Theme; y la "Fanfarria de Victoria", la cual se escucha después de cada batalla victoriosa. El motivo del tema de batalla también ha sido reutilizado algunas veces en la serie.

#### Álbumes oficiales
| Año  | Álbum                                                | Información adicional                         |
| ---- | ---------------------------------------------------- | --------------------------------------------- |
| 1988 | All Sounds of Final Fantasy I & II                   | Versión original del juego                    |
| 1989 | Final Fantasy Symphonic Suite                        | Versión arreglada orquestal                   |
| 2002 | Final Fantasy & Final Fantasy II Original Soundtrack | Versión original de la versión de PlayStation |
| 2005 | Final Fantasy Original Soundtrack                    | Versión remasterizada                         |

## Versiones
Final Fantasy ha sido rehecho muchas veces para diferentes plataformas y ha sido frecuentemente distribuido junto a Final Fantasy II en varias colecciones. Mientras que cada juego rehecho mantiene la misma historia básica y mecánica de juego, varios cambios se han hecho en diferentes áreas, incluyendo gráficos, sonido y elementos específicos de la jugabilidad.
| Título                              | Año de lanzamiento | País               | Consola                                                  | Publicador                             | Comentarios |
| ----------------------------------- | ------------------ | ------------------ | -------------------------------------------------------- | -------------------------------------- | --- |
| Final Fantasy                       | 1987 1990          | Japón EE. UU.      | Famicom NES                                              | Square                                 | Entrega original. |
| Final Fantasy                       | 1989               | Japón              | MSX2                                                     | Microcabin                             | Menores cambios gráficos, mejoras de sonido y menor tiempo de carga.                                                        |
| Final Fantasy I・II                 | 1994               | Japón              | Family Computer                                          | Square                                 | Algunas mejoras gráficas.                                                                                                   |
| Final Fantasy                       | 2000               | Japón              | WonderSwan Color                                         | Square                                 | Redibujado de fondo y Sprites en escenas de batalla.                                                                        |
| Final Fantasy Origins               | 2002 2003          | Japón EE. UU. EUR  | PlayStation                                              | Square                                 | Cambios gráficos más detallados, remezclas en banda sonora, secuencias FMV, galería de arte, función de guardado.           |
| Final Fantasy I & II: Dawn of Souls | 2004               | Japón NA EUR       | Game Boy Advance                                         | Square Enix                            | Cambios importantes, bestiario actualizado, 4 nuevos calabozos.                                                             |
| Final Fantasy                       | 2004 2006 2010     | Japón NA LA        | Teléfonos móviles                                        | Square Enix Bandai Namco Entertainment | Superior que en las entregas de 8 bits pero menos avanzada que las otras versiones.                                         |
| Final Fantasy                       | 2007 2008          | Japón NA EUR       | PSP                                                      | Square Enix                            | Cambios gráficos más detallados, remezclas en banda sonora, secuencias FMV, nuevos calabozos y script estilo Dawn of Souls. |
| Final Fantasy                       | 2009 2010          | Japón NA EUR       | Consola Virtual de Wii                                   | Square Enix                            | Emulación de la entrega de Famicom.                                                                                         |
| Final Fantasy                       | 2010               | Mundial            | Android                                                  | Square Enix                            | Basado en la entrega de PSP.                                                                                                |
| Final Fantasy                       | 2011               | Japón EUR          | Juegos descargables de PSP de la PlayStation Store       | Square Enix                            | Versión de PlayStation Portable como un juego de PSP descargable.                                                           |
| Final Fantasy (HD Remake)           | 2012               | Mundial            | Windows Phone Android                                    | Square Enix                            | Basado en la entrega de PSP (Sin calabozos extra en la versión de Android).                                                 |
| Final Fantasy                       | 2013               | Japón              | Consola Virtual de Nintendo 3DS Consola Virtual de Wii U | Square Enix                            | Emulación de la entrega de Famicom.                                                                                         |
| Final Fantasy                       | 2015               | Japón              | Nintendo 3DS (Nintendo eShop)                            | Square Enix                            | Basado en la entrega de PSP con gráficos 3D estereoscópico actualizados.                                                    |
| Final Fantasy I & II Advance        | 2016               | Japón              | Consola Virtual de Wii U                                 | Square Enix                            | Lanzamiento de la consola virtual de la versión de GBA.                                                                     |
| Final Fantasy                       | 2016               | Estados Unidos EUR | NES Classic Edition                                      | Square Enix Nintendo                   | La versión original emulada como un título incorporado para el sistema.                                                     |
| Final Fantasy (Pixel Remaster)      | 2021               | Mundial            | Microsoft Windows Steam Android iOS                      | Square Enix                            | Versión 2D basado en el juego original.                                                                                     |

- El juego fue primeramente relanzado para el sistema MSX2 y publicado por Micro Cabin en Japón en diciembre de 1989.[7] Tenía acceso a al menos tres veces más memoria que la versión para Famicom pero sufrió de problemas que no se presentaron el cartucho de Nintendo, que incluyeron tiempos de carga notorios. También hubo actualizaciones gráficas menores, tales como pistas musicales mejoradas y efectos de sonido.

- En 1994, Final Fantasy I•II, una compilación de Final Fantasy I y Final Fantasy II fue lanzado para la Famicom.[8] Esta versión solo fue lanzada en Japón y tuvo muy pocas actualizaciones gráficas.

- La versión para WonderSwan Color fue lanzada en Japón el 9 de diciembre de 2000,[9] e incluía muchos cambios gráficos nuevos. Los gráficos de 8-bits de la versión original para Famicom fueron actualizados, las escenas de batallas incluyeron imágenes completas de fondo, los sprites de los personajes y enemigos fueron re-dibujados para que se parecieran más a aquellos de los juegos de Final Fantasy para la Super Famicom.[10]

- En Japón, Final Fantasy I y Final Fantasy II fueron relanzados cada uno por separado y como un juego combinado para PlayStation. La colección fue lanzada en Japón en 2002 como Final Fantasy I & II Premium Package y en Estados Unidos, Europa, Australia y Asia en 2003 como Final Fantasy Origins. Esta versión fue similar a la hecha para el WonderSwan Color,[11] e incluyó muchos cambios, tales como, gráficos más detallados, música remasterizada, agregaron secuencias de vídeo en movimiento y galerías de ilustraciones con el arte de Yoshitaka Amano.[12]

- Final Fantasy I & II: Dawn of Souls es, como Final Fantasy Origins, un traslado de los primeros dos juegos de la serie a Game Boy Advance que se hizo en 2004. La versión incorpora varios elementos nuevos, incluyendo cuatro calabozos adicionales, un bestiario actualizado y algunos pequeños cambios en la jugabilidad.[13]

- Square Enix lanzó una versión de Final Fantasy I para dos redes de teléfonos móviles japoneses en 2004; una versión para la serie FOMA 900i de NTT DoCoMo fue lanzada en marzo,[14] y un siguiente lanzamiento para teléfonos compatibles con CDMA 1X WIN fue hecho en agosto.[15]

- Otra versión fue lanzada para teléfonos Yahoo! Keitai de SoftBank el 3 de julio de 2006.[16] Gráficamente, los juegos son superiores al original de 8-bits, pero no tan avanzados como muchos de las versiones más recientes para consolas y portátiles. Square Enix planeó lanzar esta versión del juego para los teléfonos móviles de Estados Unidos durante el 2006,[17] pero no ha sido lanzado aún.[actualizar] Sin embargo, se ha publicado para Europa el 2009 por Bandai Namco Entertainment.

- Para el vigésimo aniversario de Final Fantasy I, Square Enix relanzó el juego junto a Final Fantasy II para  PSP.[18] Los juegos fueron lanzados en Japón y Estados Unidos en 2007,[19] y en territorios Europeos y de Australasia en 2008.[20] Esta versión incluyó gráficos 2D de mejor resolución, secuencias de vídeo en movimiento, una banda sonora remasterizada y un nuevo calabozo, así como, los calabozos adicionales de Dawn of Souls. El guion es el mismo de la versión de Dawn of Souls, excepto por el nuevo calabozo.[21]

- El 25 de marzo de 2009, Square Enix anunció que la versión original para NES de Final Fantasy I aparecerá en el servicio de Consola Virtual para Wii.[22]

- El 11 de febrero de 2010 Square Enix anunció en su canal oficial de YouTube que Final Fantasy I y II serán lanzados en la App Store del iPhone,[23] también se ha habilitado la página oficial del videojuego.[actualizar]

## Recepción y críticas

### Ventas y reconocimientos
Final Fantasy I ha sido bien recibido por críticos y comercialmente exitoso; el lanzamiento original vendió 400 000 copias. Hasta el 31 de marzo de 2003, incluyendo los relanzamientos de la época, había vendido 1,99 millones de copias en todo el mundo, con 1,21 millones de esas copias vendidas en Japón y 780 000 en el exterior. Hasta el 19 de noviembre de 2007, la versión para PSP había vendido 140 000 copias. En marzo de 2006, Final Fantasy I apareció en la lista de los "100 Mejores Juegos" de la revista japonesa Famitsu, donde los lectores votaron para nombrarlo como el 63vo. mejor juego de todos los tiempos. Los usuarios de GameFAQs hicieron una lista similar en 2005, donde ubicaron a Final Fantasy I en el lugar 76vo. Fue catalogado como el 49vo. mejor juego para NES en la lista de los "200 Mejores Juegos" de Nintendo Power.

### Críticas
Final Fantasy I fue uno de los videojuegos de rol tempranos más influyentes y jugó un papel muy importante en la legitimación y popularización del género. De acuerdo con Matt Casamassina de IGN, la trama de Final Fantasy tuvo una historia más profunda y atrayente que la original de Dragon Quest (conocida en Estados Unidos como Dragon Warrior). Muchos críticos modernos han señalado que el juego es muy lento para los estándares contemporáneos e implica mucho más tiempo en la búsqueda de batallas aleatorias para incrementar los niveles de experiencia y dinero que el que se dedica a explorar y resolver acertijos. Otros críticos consideran a los aspectos del incremento de nivel y la exploración como los más fastidiosos. El juego también es considerado por muchos como el más débil y el más difícil de las entregas de la serie.
Las versiones siguientes de Final Fantasy I han obtenido críticas favorables del medio. Peer Schneider de IGN disfrutó la versión para WonderSwan Color, alabando sus mejoras gráficas, especialmente los entornos, personajes y monstruos. Final Fantasy Origins fue en general bien recibido, GamePro dijo que la música era "fantástica" y que las gráficas tenían un "adecuado y lindo toque retro en ellas". Las críticas para Final Fantasy I & II: Dawn of Souls fueron en general positivas con Jeremy Dunham de IGN alabando en particular la traducción al inglés mejorado, comentando que fue mejor que la de cualquier otra versión del juego. La versión para PSP no fue tan exitosa con las críticas como las versiones anteriores; Kevin VanOrd de GameSpot citó el aspecto visual como la mejora más fuerte, pero comentó que los encuentros aleatorios adicionales con enemigos y las gráficas actualizadas no agregaron mucho valor.

### Repercusión
El tema musical que se escucha cuando el personaje del jugador cruza por primera vez el puente desde Conelia se ha convertido en un tema musical recurrente de la serie y ha aparecido en la mayoría de los títulos de Final Fantasy numerados, excepto en Final Fantasy II y Final Fantasy XI. Final Fantasy I también fue la base para el capítulo final de la serie de caricaturas con tema de videojuego Captain N: The Game Master intitulado The Fractured Fantasy of Captain N. 8-Bit Theater, un webcómic basado en sprites creado por Brian Clevinger parodiando a Final Fantasy I, se ha vuelto muy popular en la comunidad videojugadora desde que inició en marzo de 2001. "Guerrero de Luz", basado en el diseño de Yoshitaka Amano para el personaje principal; y Garland son el héroe y villano respectivamente, que representan a Final Fantasy I en Dissidia: Final Fantasy, donde son doblados por Toshihiko Seki y Keji Utsumi respectivamente en la versión japonesa. "Caos", el jefe final del juego, es referenciado en los títulos que están ubicados en el mundo de Ivalice como son Final Fantasy XII y Final Fantasy Tactics A2: Grimoire of the Rift; como una entidad con ese nombre que se puede invocar (conocido como "Esper" en el primero y "Scion" en el segundo).

### Curiosidades
- En las versiones del juego para NES se puede encontrar una tumba en la ciudad de Elfeim que dice "«Here lies Erdick» («Aquí yace Erdick»), una referencia al personaje de la saga de Dragon Quest. No obstante en sus versiones para PSX, GBA y PSP,  se puede leer «Aquí yace Link». Esto es una referencia a la saga de Nintendo The Legend of Zelda, y a Link y su apariencia como Elfo.[37]